# Gaon Singles Chart 2013
Le Gaon Singles Chart 2013 est le classement des meilleures ventes de singles en Corée du Sud au cours de l'année 2013.
Le tableau suivant présente la liste des titres ayant été numéro un. Le classement complet de chaque semaine se trouve sur le site officiel.
| Date                                  | Titre                                                     | Artiste                                                         | Ventes  |
| ------------------------------------- | --------------------------------------------------------- | --------------------------------------------------------------- | ------- |
| 28 décembre 2013                      | On se verra vendredi (금요일에 만나요)                    | IU                                                              | 212 949 |
| 21 décembre 2013                      | Dali, Van, Picasso                                        | Beenzino                                                        | 190 598 |
| 14 décembre 2013                      | Déclaration d'amour en hiver (겨울 고백)                  | Sung Si-kyung, Park Hyo-shin, Seo In-guk, VIXX & Yeo Dong-saeng | 245 160 |
| 7 décembre 2013                       | L'homme et la femme qui viennent de se séparer (이별남녀) | Seo In-guk et Zia                                               | 267 140 |
| 30 novembre 2013                      | One way love (너 밖에 몰라)                               | Hyorin                                                          | 233 151 |
| 23 novembre 2013                      | I miss you (그리워해요)                                   | 2NE1                                                            | 269 288 |
| 16 novembre 2013                      | Letter (편지)                                             | Davichi                                                         | 283 394 |
| 9 novembre 2013                       | I got C                                                   | Park Myeong-su & Primary                                        | 480 088 |
| 2 novembre 2013                       | There is no tomorrow (내일은 없어)                        | Trouble Maker                                                   | 338 631 |
| 26 octobre 2013                       | You don't know love (촌스럽게 왜 이래)                    | K.Will                                                          | 264 070 |
| 19 octobre 2013                       | Everybody                                                 | Shinee                                                          | 198 409 |
| 12 octobre 2013                       | Red Shoes (분홍신)                                        | IU                                                              | 437 461 |
| 28 septembre 2013 au 5 octobre (2)    | Au début, l'amour me semblait (처음엔 사랑이란게)         | Busker Busker                                                   | 785 534 |
| 14 septembre 2013 au 21 septembre (2) | Stupid in love (착해 빠졌어)                              | Soyou & Mad Clown                                               | 453 727 |
| 7 septembre 2013                      | Who you? (니가 뭔데)                                      | G-Dragon                                                        | 347 616 |
| 31 août 2013                          | Touch love (터치 러브)                                    | Tasha                                                           | 294 409 |
| 24 août 2013                          | Attraction (갖고놀래)                                     | Bumkey feat. Dynamic Duo                                        | 219 705 |
| 17 août 2013                          | That You’re Mine (넌 내꺼라는걸)                          | Huh Gak feat. Swings                                            | 211 602 |
| 10 août 2013                          | Histoire d'une de mes connaissances (아는사람 얘기)       | San E                                                           | 238 746 |
| 3 août 2013                           | Rum Pum Pum Pum                                           | f(x)                                                            | 328 098 |
| 20 juillet 2013 au 27 juillet (2)     | U&I                                                       | Ailee                                                           | 413 675 |
| 13 juillet 2013                       | Falling in Love                                           | 2NE1                                                            | 376 823 |
| 6 juillet 2013                        | BAAAM                                                     | Dynamic Duo feat. Muzie de UV                                   | 363 272 |
| 29 juin 2013                          | My Love                                                   | Lee Seung-chul                                                  | 229 155 |
| 15 juin 2013 au 22 juin (2)           | Give it to me                                             | Sistar                                                          | 637 313 |
| 8 juin 2013                           | Les cheveux courts (짧은 머리)                            | Jung Eun-ji & Huh Gak                                           | 245 110 |
| 1er juin 2013                         | Will You Be Okay? (괜찮겠니)                              | Beast                                                           | 240 232 |
| 25 mai 2013                           | Bad Girls                                                 | Lee Hyori                                                       | 301 764 |
| 18 mai 2013                           | What's your name? (이름이 뭐예요?)                        | 4Minute                                                         | 146 812 |
| 11 mai 2013                           | Miss Korea                                                | Lee Hyori                                                       | 421 775 |
| 27 avril 2013 au 4 mai (2)            | Bom bom bom (봄봄봄)                                      | Roy Kim                                                         | 662 206 |
| 13 avril 2013 au 20 avril (2)         | Gentleman                                                 | Psy                                                             | 872 772 |
| 6 avril 2013                          | Nokneun jung (녹는 중)                                    | Davichi ft. Verbal Jint                                         | 341 514 |
| 30 mars 2013                          | Rose                                                      | Lee Hi                                                          | 215 413 |
| 16 mars 2013 au 23 mars (2)           | Crescendo (크레셴도)                                      | Akdong Musician                                                 | 529 082 |
| 9 mars 2013                           | Tortue (거북이)                                           | Davichi                                                         | 288 006 |
| 2 mars 2013                           | Amour d'hiver (겨울사랑)                                  | The One                                                         | 193 638 |
| 23 février 2013                       | Dream Girl                                                | Shinee                                                          | 248 244 |
| 9 février 2013 au 16 février (2)      | Gone Not Around Any Longer (있다 없으니까)                | Sistar19                                                        | 505 188 |
| 2 février 2013                        | Larmes (눈물)                                             | Leessang ft. Yoojin of The SeeYa                                | 359 130 |
| 19 janvier 2013 au 26 janvier (2)     | Douche de larmes (눈물샤워)                               | Baechigi ft. Ailee                                              | 603 108 |
| 12 janvier 2013                       | Gangbuk Dandy (강북멋쟁이)                                | Jeong Hyeong-don                                                | 386 986 |
| 5 janvier 2013                        | I Got a Boy                                               | Girls' Generation                                               | 319 824 |